# Бибай
Бибай (яп. 美唄市 Бибай-си) — город в Японии. Он расположен на севере Японии на острове Хоккайдо, в округе Сорати, между городами Асахикава и Саппоро, северо-восточнее последнего. Статусом города Бибай обладает с 1 апреля 1950 года. Площадь города составляет 277,61 км², население — 24 150 человек (30 июня 2014), плотность населения — 86,99 чел./км².

## Географическое положение
Город расположен на острове Хоккайдо в губернаторстве Хоккайдо. С ним граничат города Микаса, Ивамидзава, Асибецу, посёлки Наиэ, Ураусу и Цукигата.

## Население
Население города составляет 24 150 человек (30 июня 2014), а плотность — 86,99 чел./км². Изменение численности населения с 1980 по 2005 годы:
| 1980 | 38 552 чел. |  |
| 1985 | 37 414 чел. |  |
| 1990 | 35 176 чел. |  |
| 1995 | 33 434 чел. |  |
| 2000 | 31 183 чел. |  |
| 2005 | 29 083 чел. |  |

## Символика
Деревом города считается тополь, цветком — рододендрон, птицей — белолобый гусь.

## Известные уроженцы и жители
Кан Ясуда — японский скульптор.